# Jehnice
Jehnice (niem. Jechnitz) – historyczna gmina, dzielnica i gmina katastralna, a od 24 listopada 1990 pod nazwą Brno-Jehnice również część miasta w północnej części Brna, o powierzchni 407,29 ha. 